# Damernas C-1 200 meter i kanotsport vid olympiska sommarspelen 2024
Damernas C-1 200 meter i sprint i kanotsport vid olympiska sommarspelen 2024 hölls den 8 och 10 augusti 2024 på Stade nautique de Vaires-sur-Marne i Vaires-sur-Marne i Frankrike.
 
Det var andra gången grenen C-1 200 meter (eng: canoe single 200m) i kanotsprint var med i OS efter att ha debuterat i Tokyo 2020. Tävlingens format var så att den hade fyra omgångar: kvalheats, kvartsfinal, semifinal och final. Första omgången innehöll en serie av fem kvalheats med sex eller sju tävlande i varje lopp. De två bästa i varje lopp gick vidare till semifinal, medan resten gick vidare till kvartsfinal.
Kvartsfinalen innehöll tre lopp med med sju eller åtta tävlande i varje lopp där de två bästa gick vidare till semifinal och resten eliminerades. Semifinalen innehöll två lopp med åtta tävlande i varje. De fyra bästa i varje semifinal gick vidare till A-finalen och de fyra sämsta gick till B-finalen. I A-finalen avgjordes placeringarna 1-8 och i B-finalen avgjorde platserna 9-16.
Guldet togs av kanadensiske Katie Vincent, silvret av amerikanske Nevin Harrison och bronset togs av kubanske Yarisleidis Cirilo.

## Program
Alla tider är centraleuropeisk sommartid (UTC+2):
| Datum           | Tid         | Omgång                  |
| --------------- | ----------- | ----------------------- |
| 8 augusti 2024  | 10:30 12:40 | Kvalheats Kvartsfinaler |
| 10 augusti 2024 | 11:40 13:40 | Semifinaler Finaler     |

## Resultat

### Kvalheats
Två bästa till semifinal, resten till kvartsfinal.
| Plac. | Bana | Kanotist            | Nation                | Tid     | Anm. |
| ----- | ---- | ------------------- | --------------------- | ------- | ---- |
| 1     | 5    | Dorota Borowska     | Polen                 | 47,92   | SF   |
| 2     | 6    | Valdenice Conceição | Brasilien             | 48,57   | SF   |
| 3     | 4    | Lisa Jahn           | Tyskland              | 48,92   | QF   |
| 4     | 2    | Yinnoly López       | Kuba                  | 49,27   | QF   |
| 5     | 8    | Beauty Otuedo       | Nigeria               | 55,77   | QF   |
| 6     | 3    | Hermínia Teixeira   | São Tomé och Príncipe | 59,44   | QF   |
| 7     | 7    | Raina Taitingfong   | Guam                  | 1:05,90 | QF   |

| Plac. | Bana | Kanotist            | Nation                          | Tid   | Anm. |
| ----- | ---- | ------------------- | ------------------------------- | ----- | ---- |
| 1     | 6    | Nevin Harrison      | USA                             | 45,70 | SF   |
| 2     | 3    | Yuliya Trushkina    | Individuella neutrala idrottare | 46,15 | SF   |
| 3     | 5    | Lin Wenjun          | Kina                            | 46,84 | QF   |
| 4     | 8    | Anastasiia Rybachok | Ukraina                         | 47,04 | QF   |
| 5     | 2    | Karen Roco          | Chile                           | 47,55 | QF   |
| 6     | 4    | Manuela Gómez       | Colombia                        | 49,87 | QF   |
| 7     | 7    | Maria Olărașu       | Moldavien                       | 50,14 | QF   |

| Plac. | Bana | Kanotist         | Nation                          | Tid   | Anm. |
| ----- | ---- | ---------------- | ------------------------------- | ----- | ---- |
| 1     | 2    | Sophia Jensen    | Kanada                          | 46,80 | SF   |
| 2     | 5    | Antía Jácome     | Spanien                         | 47,35 | SF   |
| 3     | 3    | Nilufar Zokirova | Uzbekistan                      | 48,98 | QF   |
| 4     | 8    | Daniela Cociu    | Moldavien                       | 49,14 | QF   |
| 5     | 7    | Olesia Romasenko | Individuella neutrala idrottare | 49,83 | QF   |
| 6     | 4    | Ayomide Bello    | Nigeria                         | 49,85 | QF   |
| 7     | 6    | Combe Seck       | Senegal                         | 54,76 | QF   |

| Plac. | Bana | Kanotist         | Nation    | Tid   | Anm. |
| ----- | ---- | ---------------- | --------- | ----- | ---- |
| 1     | 5    | Katie Vincent    | Kanada    | 47.22 | SF   |
| 2     | 2    | María Corbera    | Spanien   | 47,74 | SF   |
| 3     | 7    | Ágnes Kiss       | Ungern    | 48,00 | QF   |
| 4     | 4    | Liudmyla Luzan   | Ukraina   | 48,42 | QF   |
| 5     | 6    | Eugénie Dorange  | Frankrike | 49,22 | QF   |
| 6     | 3    | Nguyễn Thị Hương | Vietnam   | 49,74 | QF   |

| Plac. | Bana | Kanotist               | Nation    | Tid   | Anm. |
| ----- | ---- | ---------------------- | --------- | ----- | ---- |
| 1     | 4    | Yarisleidis Cirilo     | Kuba      | 45,94 | SF   |
| 2     | 5    | María Mailliard        | Chile     | 46,50 | SF   |
| 3     | 6    | Kincső Takács          | Ungern    | 46,60 | QF   |
| 4     | 2    | Katarzyna Szperkiewicz | Polen     | 47,49 | QF   |
| 5     | 3    | Mariya Brovkova        | Kazakstan | 48,43 | QF   |
| 6     | 7    | Maike Jakob            | Tyskland  | 48,67 | QF   |

### Kvartsfinaler
De två bästa till semifinal, resten eliminerade.
| Plac. | Bana | Kanotist               | Nation                          | Tid     | Anm. |
| ----- | ---- | ---------------------- | ------------------------------- | ------- | ---- |
| 1     | 6    | Anastasiia Rybachok    | Ukraina                         | 47,11   | SF   |
| 2     | 4    | Ágnes Kiss             | Ungern                          | 47,13   | SF   |
| 3     | 3    | Katarzyna Szperkiewicz | Polen                           | 47,74   |      |
| 4     | 7    | Olesia Romasenko       | Individuella neutrala idrottare | 47,92   |      |
| 5     | 5    | Lisa Jahn              | Tyskland                        | 48,55   |      |
| 6     | 8    | Nguyễn Thị Hương       | Vietnam                         | 49,09   |      |
| 7     | 1    | Maria Olărașu          | Moldavien                       | 52,03   |      |
| 8     | 2    | Hermínia Teixeira      | São Tomé och Príncipe           | 1:00,28 |      |

| Plac. | Bana | Kanotist          | Nation     | Tid     | Anm. |
| ----- | ---- | ----------------- | ---------- | ------- | ---- |
| 1     | 6    | Liudmyla Luzan    | Ukraina    | 47,42   | SF   |
| 2     | 3    | Karen Roco        | Chile      | 47,73   | SF   |
| 3     | 5    | Nilufar Zokirova  | Uzbekistan | 48,47   |      |
| 4     | 7    | Mariya Brovkova   | Kazakstan  | 48,61   |      |
| 5     | 4    | Yinnoly López     | Kuba       | 48,76   |      |
| 6     | 2    | Ayomide Bello     | Nigeria    | 49,24   |      |
| 7     | 8    | Raina Taitingfong | Guam       | 1:01,17 |      |

| Plac. | Bana | Kanotist        | Nation    | Tid     | Anm. |
| ----- | ---- | --------------- | --------- | ------- | ---- |
| 1     | 5    | Kincső Takács   | Ungern    | 47,47   | SF   |
| 2     | 4    | Lin Wenjun      | Kina      | 48,13   | SF   |
| 3     | 6    | Daniela Cociu   | Moldavien | 48,93   |      |
| 4     | 2    | Manuela Gómez   | Colombia  | 49,54   |      |
| 5     | 7    | Eugénie Dorange | Frankrike | 49,67   |      |
| 6     | 8    | Maike Jakob     | Tyskland  | 51,40   |      |
| 7     | 1    | Combe Seck      | Senegal   | 53,82   |      |
| 8     | 3    | Beauty Otuedo   | Nigeria   | 1:01,82 |      |

### Semifinaler
De fyra bästa till A-final, resten till B-final.
| Plac. | Bana | Kanotist           | Nation                          | Tid   | Anm. |
| ----- | ---- | ------------------ | ------------------------------- | ----- | ---- |
| 1     | 3    | Yarisleidis Cirilo | Kuba                            | 45,31 | AF   |
| 2     | 6    | Yuliya Trushkina   | Individuella neutrala idrottare | 45,32 | AF   |
| 3     | 4    | Sophia Jensen      | Kanada                          | 45,66 | AF   |
| 4     | 8    | Lin Wenjun         | Kina                            | 45,70 | AF   |
| 5     | 2    | María Corbera      | Spanien                         | 45,78 | BF   |
| 6     | 5    | Dorota Borowska    | Polen                           | 46,52 | BF   |
| 7     | 7    | Liudmyla Luzan     | Ukraina                         | 46,67 | BF   |
| 8     | 1    | Ágnes Kiss         | Ungern                          | 47,01 | BF   |

| Plac. | Bana | Kanotist            | Nation    | Tid   | Anm. |
| ----- | ---- | ------------------- | --------- | ----- | ---- |
| 1     | 5    | Katie Vincent       | Kanada    | 45,01 | AF   |
| 2     | 4    | Nevin Harrison      | USA       | 45,30 | AF   |
| 3     | 6    | Antía Jácome        | Spanien   | 45,62 | AF   |
| 4     | 8    | Kincső Takács       | Ungern    | 46,37 | AF   |
| 5     | 3    | Valdenice Conceição | Brasilien | 46,46 | BF   |
| 6     | 2    | María Mailliard     | Chile     | 46,76 | BF   |
| 7     | 1    | Karen Roco          | Chile     | 47,63 | BF   |
| 8     | 7    | Anastasiia Rybachok | Ukraina   | 47,76 | BF   |

### Finaler
| Plac.     | Bana | Kanotist           | Nation                          | Tid   | Anm. |
| --------- | ---- | ------------------ | ------------------------------- | ----- | ---- |
| 1         | 4    | Katie Vincent      | Kanada                          | 44,12 | VR   |
| 2         | 6    | Nevin Harrison     | USA                             | 44,13 |      |
| 3         | 5    | Yarisleidis Cirilo | Kuba                            | 44,36 |      |
| 4         | 2    | Antía Jácome       | Spanien                         | 44,78 |      |
| 5         | 3    | Yuliya Trushkina   | Individuella neutrala idrottare | 44,83 |      |
| 6         | 7    | Sophia Jensen      | Kanada                          | 45,08 |      |
| 7         | 1    | Lin Wenjun         | Kina                            | 45,23 |      |
| 8         | 8    | Kincső Takács      | Ungern                          | 45,68 |      |
| Referens: |      |                    |                                 |       |      |

| Plac. | Bana | Kanotist            | Nation    | Tid   | Anm. |
| ----- | ---- | ------------------- | --------- | ----- | ---- |
| 9     | 5    | María Corbera       | Spanien   | 45,45 |      |
| 10    | 3    | Dorota Borowska     | Polen     | 46,36 |      |
| 11    | 1    | Ágnes Kiss          | Ungern    | 46,54 |      |
| 12    | 6    | María Mailliard     | Chile     | 46,77 |      |
| 13    | 4    | Valdenice Conceição | Brasilien | 46,82 |      |
| 14    | 8    | Anastasiia Rybachok | Ukraina   | 47,71 |      |
| 15    | 2    | Karen Roco          | Chile     | 48,25 |      |
| 16    | 7    | Liudmyla Luzan      | Ukraina   | DNS   |      |